# Palazzi di Genova
Palazzi di Genova es un libro de 1622 publicado en Amberes, escrito e ilustrado por Pedro Pablo Rubens, que muestra y describe los palacios de Génova del Cinquecento,  en una colección de grabados con 72 planchas  Se agregó un segundo volumen con 67 planchas adicionales el mismo año, y generalmente se encuentran (y se reimprimen) juntos. Sin embargo, las ilustraciones de la segunda parte generalmente son consideradas como no hechas por Rubens. Es el único libro que Rubens publicó él mismo (proporcionó ilustraciones para otros libros).
El primer volumen contenía planos, fachadas y vistas adicionales de 12 palacios genoveses y el segundo libro contenía otros 19 palacios y 4 iglesias, siendo muchos los Palazzi dei Rolli. Rubens era un admirador de la arquitectura de Italia, como demostró al hacer su propia casa, el Rubenshuis en Amberes. El estilo genovés, desarrollado por arquitectos como Galeazzo Alessi, se hizo muy popular, y su distribución en el norte de Europa se debió, al menos en parte, al libro de Rubens. Ejemplos de esto incluyen el Hôtel de Ville, Lyon.

## Descripción

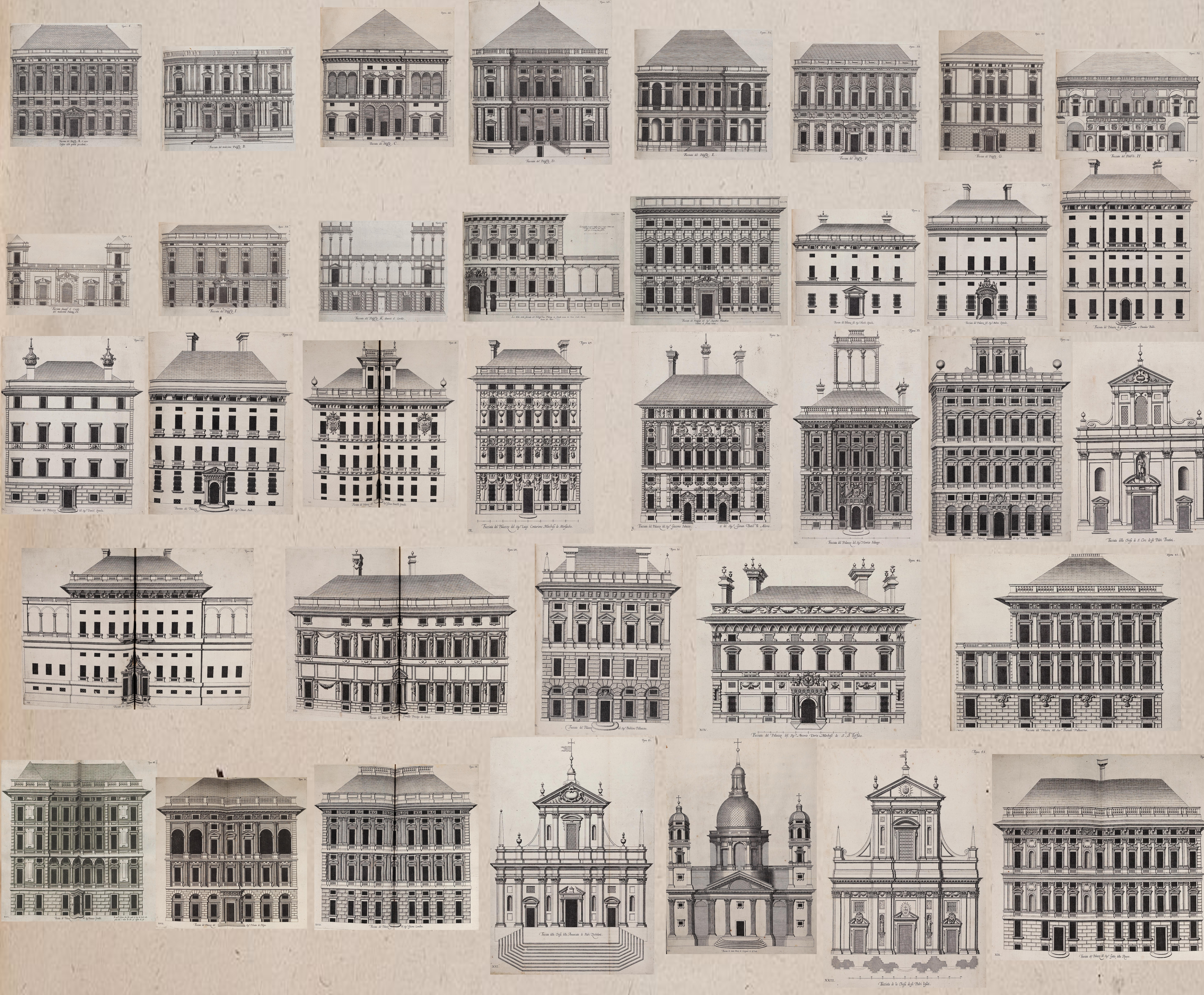
Los palacios representados.

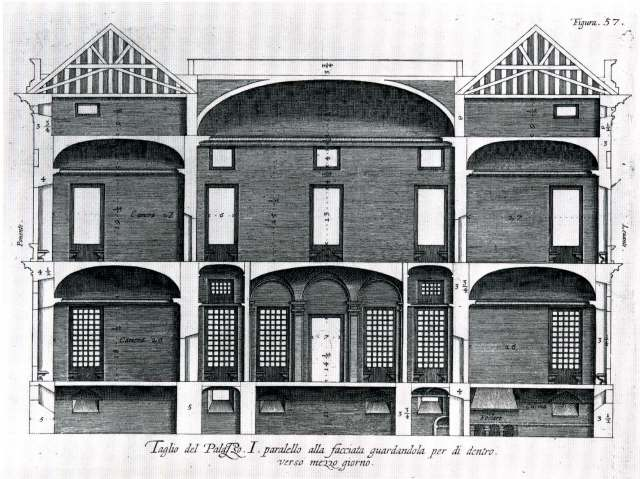
Plancha 57 del primer volumen de Palazzi di Genova, 1622

Se trata de antología de las residencias más hermosas de la ciudad de Génova, apodada entonces «la Superba». Pintor de corte de Vicente I Gonzaga de Mantua a comienzos del XVII, Rubens se aprovechó de una estancia estival, en 1607, en la residencia del duque, para levantar (o comprar) los planos y las fachadas de varios palacios que daban esplendor arquitectónico a la ciudad en ese momento. También inició a los arquitectos amberinos en el barroco y el manierismo genovés, como testimonia su propia residencia llamada Rubenshuis y la iglesia de San Carlos Borromeo.
La obra se presentaba en dos partes con un formato de 435 por 335 mm; la primera comprendía 72 grabados de planos, secciones y alzados de edificios, y el segundo volumen reunía 67 grabados de edificios de ellas nueve planchas dedicadas a edificios religiosos. 
La segunda edición publicada en 1652, la primera después de la muerte del pintor, editada por Jan Van Meurs, en Amberes, añade nuevos palacios (de los que algunos no serían de la mano de Rubens) al clasificar las planchas bajo dos frontispicios distintos nombrados Palazzi antichi la primera parte y Palazzi moderni la segunda. Meurs publicó una edición en 1663. Una cuarta edición será publicada por Cornelius Verdussen, también en Amberes, en 1708.
Al igual que en otras tratados de arquitectura contemporáneos, como los de Vincenzo Scamozzi y de Joseph Furttenbach, esta colección de dibujos contribuyó a la difusión de un modelo arquitectónico (la innovación en la organización espacial de los volúmenes), y de una cultura residencial que había atraído a artistas de renombre y a ilustres viajeros.
Cada edificio dibujado (planos y alzado) lleva el mismo número de plancha inscrito en números romanos, mientras que la paginación se realiza mediante figura, de la 1 a figura 72 para el primer volumen, y desde la figura 1 hasta la figura 67 para el segundo. Las ilustraciones están a escala de la palma genovesa, que es igual a 24,8 cm.

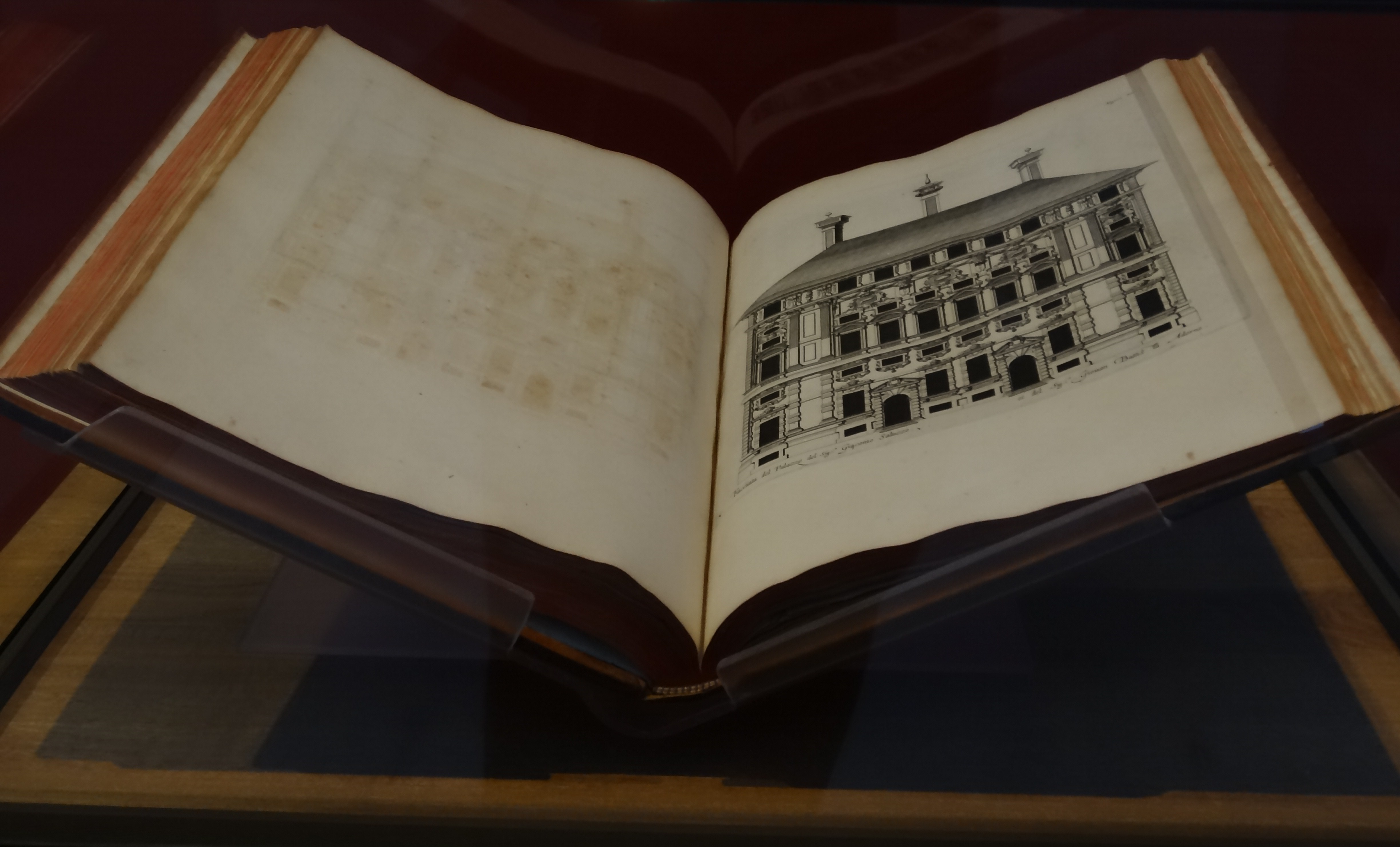
Palazzi di Genova en el Louvre-Lens.

Un ejemplar de 1622 de Palazzi di Genova se expuso del 22 de mayo al 23 de septiembre de 2013 en la exposición temporal La Europa de Rubens del Museo Louvre-Lens en el catálogo de exposición 75. Por lo general se conserva en la Bibliothèque nationale de France.

## Historia de la publicación
- 1622: Primera edición, ningún editor mencionado.
- 1652, 1663: reimpreso dos veces por Giacomo Meursio (o Jacob van Meurs), Amberes, con el título Palazzi Antichi di Genova;  un volumen adicional, no hecho por Rubens, fue añadido con el título Palazzi Moderni di Genova.
- 1708: reimpreso por  Hendrik y Cornelis Verdussen, Amberes.
- 1755: reimpreso por Arkstée and Merkus, Ámsterdam y Leipzig, Ámsterdam y Leipzig, con una introducción en francés.
- 1924: reimpreso por Der Zirkel as volume 3 in the Bibliothek Alter Meister der Baukunst, con una introducción en alemán.
- 1968: reimpreso por Benjamin Blom, Nueva York, con introducción en inglés.
- 2002: reimpreso, con comentario, en el Corpus Rubenianum Ludwig Burchard